# Campionati mondiali di nuoto 2001
La 9ª edizione dei campionati mondiali di nuoto si è svolta Fukuoka (Giappone) dal 16 al 29 luglio 2001. È stata la prima occasione in cui la rassegna è stata ospitata da una città del continente asiatico.
Il programma delle gare è salito a 61: nel nuoto sono state introdotte le distanze dei 50 m anche per gli stili dorso, rana e farfalla, gli 800 m stile libero maschili e i 1500 m femminili. Nel nuoto di fondo sono state abolite le gare a squadre ma è stata aggiunta la distanza dei 10 km.
Per la prima volta, l'Australia si è imposta come miglior nazione conquistando 13 titoli mondiali, sei dei quali grazie a Ian Thorpe, autore qui di tre record mondiali individuali ed uno in staffetta.

## Medagliere
| Pos.   | Paese         | Oro | Argento | Bronzo | Totale |
| ------ | ------------- | --- | ------- | ------ | ------ |
| 1      | Australia     | 13  | 4       | 6      | 23     |
| 2      | Cina          | 10  | 6       | 4      | 20     |
| 3      | Stati Uniti   | 9   | 9       | 8      | 26     |
| 4      | Russia        | 6   | 8       | 7      | 21     |
| 5      | Italia        | 6   | 2       | 4      | 12     |
| 6      | Germania      | 4   | 7       | 8      | 19     |
| 7      | Paesi Bassi   | 3   | 5       | 1      | 9      |
| 8      | Ucraina       | 3   | 1       | 1      | 5      |
| 9      | Svezia        | 1   | 3       | 2      | 6      |
| 10     | Gran Bretagna | 1   | 2       | 4      | 7      |
| 11     | Giappone      | 1   | 1       | 7      | 9      |
| 12     | Canada        | 1   | 1       | 3      | 5      |
| 13     | Romania       | 1   | 1       | 2      | 4      |
| 14     | Ungheria      | 1   | 1       | 1      | 3      |
| 15     | Spagna        | 1   | 0       | 0      | 1      |
| 16     | Francia       | 0   | 2       | 1      | 3      |
| 17     | Austria       | 0   | 2       | 0      | 2      |
| 17     | Messico       | 0   | 2       | 0      | 2      |
| 19     | Islanda       | 0   | 1       | 1      | 2      |
| 20     | Costa Rica    | 0   | 1       | 0      | 1      |
| 20     | Jugoslavia    | 0   | 1       | 0      | 1      |
| 20     | Polonia       | 0   | 1       | 0      | 1      |
| 20     | Svizzera      | 0   | 1       | 0      | 1      |
| 24     | Sudafrica     | 0   | 0       | 1      | 1      |
| Totale | Totale        | 61  | 62      | 61     | 184    |

## Nuoto in acque libere

### Uomini
| Evento | Oro                | Perform. | Argento            | Perform. | Bronzo           | Perform. |
| 5 km   | Luca Baldini       | 55'37"   | Evgenij Bezručenko | 56'31"   | Marco Formentini | 56'42"   |
| 10 km  | Evgenij Bezručenko | 2h01'04" | Vladimir Djatčin   | 2h01'06" | Fabio Venturini  | 2h01'11" |
| 25 km  | Jurij Kudinov      | 5h25'32" | Stéphane Gomez     | 5h26'00" | Stéphane Lecat   | 5h26'36" |

### Donne
| Evento | Oro          | Perform. | Argento        | Perform. | Bronzo         | Perform. |
| 5 km   | Viola Valli  | 1h00'23" | Peggy Büchse   | 1h00'49" | Hayley Lewis   | 1h00'52" |
| 10 km  | Peggy Büchse | 2h17'32" | Irina Abysova  | 2h17'47" | Edith van Dijk | 2h17'52" |
| 25 km  | Viola Valli  | 5h56'51" | Edith van Dijk | 6h00'36" | Angela Maurer  | 6h06'19" |

## Nuoto

### Uomini
| Evento               | Oro                                                          | Perform.    | Argento                                                                            | Perform.   | Bronzo                                                                         | Perform. |
| Stile libero         |                                                              |             |                                                                                    |            |                                                                                |          |
| 50 m                 | Anthony Ervin                                                | 22"09       | Pieter van den Hoogenband                                                          | 22"16      | Roland Schoeman Tomohiro Yamanoi                                               | 22"18    |
| 100 m                | Anthony Ervin                                                | 48"33 RC    | Pieter van den Hoogenband                                                          | 48"43      | Lars Frölander                                                                 | 48"79    |
| 200 m                | Ian Thorpe                                                   | 1'44"06 RM  | Pieter van den Hoogenband                                                          | 1'45"81    | Klete Keller                                                                   | 1'47"10  |
| 400 m                | Ian Thorpe                                                   | 3'40"17 RM  | Grant Hackett                                                                      | 3'42"51    | Emiliano Brembilla                                                             | 3'45"11  |
| 800 m                | Ian Thorpe                                                   | 7'39"16 RM  | Grant Hackett                                                                      | 7'40"34    | Graeme Smith                                                                   | 7'51"12  |
| 1500 m               | Grant Hackett                                                | 14'34"56 RM | Graeme Smith                                                                       | 14'58"94   | Aleksej Filipec                                                                | 15'01"43 |
| Dorso                |                                                              |             |                                                                                    |            |                                                                                |          |
| 50 m                 | Randall Bal                                                  | 23"34       | Thomas Rupprath                                                                    | 25"44      | Matt Welsh                                                                     | 25"49    |
| 100 m                | Matt Welsh                                                   | 54"31 RC    | Örn Arnarson                                                                       | 54"75      | Steffen Driesen                                                                | 54"91    |
| 200 m                | Aaron Peirsol                                                | 1'57"13 RC  | Markus Rogan                                                                       | 1'58"07    | Örn Arnarson                                                                   | 1'58"47  |
| Rana                 |                                                              |             |                                                                                    |            |                                                                                |          |
| 50 m                 | Oleh Lisohor                                                 | 27"52 RC    | Roman Sludnov                                                                      | 27"60      | Domenico Fioravanti                                                            | 27"72    |
| 100 m                | Roman Sludnov                                                | 1'00"16     | Domenico Fioravanti                                                                | 1'00"47    | Ed Moses                                                                       | 1'00"61  |
| 200 m                | Brendan Hansen                                               | 2'10"69 RC  | Maxim Podoprigora                                                                  | 2'11"09    | Kōsuke Kitajima                                                                | 2'11"21  |
| Farfalla             |                                                              |             |                                                                                    |            |                                                                                |          |
| 50 m                 | Geoff Huegill                                                | 23"50       | Lars Frölander                                                                     | 23"57      | Mark Foster                                                                    | 23"62    |
| 100 m                | Lars Frölander                                               | 52"10 RC    | Ian Crocker                                                                        | 52"25      | Geoff Huegill                                                                  | 52"36    |
| 200 m                | Michael Phelps                                               | 1'54"58 RM  | Thomas Malchow                                                                     | 1'55"28    | Anatolj Poljakov                                                               | 1'55"68  |
| Misti                |                                                              |             |                                                                                    |            |                                                                                |          |
| 200 m                | Massimiliano Rosolino                                        | 1'59"71     | Tom Wilkens                                                                        | 2'00"73    | Justin Norris                                                                  | 2'00"91  |
| 400 m                | Alessio Boggiatto                                            | 4'13"15     | Erik Vendt                                                                         | 4'15"36    | Tom Wilkens                                                                    | 4'15"94  |
| Staffette            |                                                              |             |                                                                                    |            |                                                                                |          |
| 4x100 m stile libero | Australia Michael Klim Ashley Callus Todd Pearson Ian Thorpe | 3'14"10 RC  | Paesi Bassi Mark Veens Johan Kenkhuis Klaas-Erik Zwering Pieter van den Hoogenband | 3'14"56    | Germania Stefan Herbst Torsten Spanneberg Lars Conrad Sven Lodziewski          | 3'17"52  |
| 4x200 m stile libero | Australia Grant Hackett Michael Klim Bill Kirby Ian Thorpe   | 7'04"66 RM  | Italia Emiliano Brembilla Matteo Pelliciari Andrea Beccari Massimiliano Rosolino   | 7'10"86 RE | Stati Uniti Scott Goldblatt Nate Dusing Chad Carvin Klete Keller               | 7'13"69  |
| 4x100 m misti        | Australia Matt Welsh Regan Harrison Geoff Huegill Ian Thorpe | 3'35"35 RC  | Germania Steffen Driesen Jens Kruppa Thomas Rupprath Torsten Spanneberg            | 3'36"34    | Russia Vladislav Aminov Dmitrij Komornikov Vladislav Kulikov Dmitrij Čern'išev | 3'37"77  |

### Donne
| Evento               | Oro                                                                     | Perform.    | Argento | Perform. | Bronzo                                                      | Perform. |
| Stile libero         |                                                                         |             | |          |                                                             |          |
| 50 m                 | Inge de Bruijn                                                          | 24"47       | Therese Alshammar | 24"88    | Sandra Völker                                               | 24"96    |
| 100 m                | Inge de Bruijn                                                          | 54"18       | Katrin Meißner | 55"07    | Sandra Völker                                               | 55"11    |
| 200 m                | Giaan Rooney                                                            | 1'58"57     | Yang Yu | 1'58"78  | Camelia Potec                                               | 1'58"85  |
| 400 m                | Jana Kločkova                                                           | 4'07"30     | Claudia Poll | 4'09"15  | Hannah Stockbauer                                           | 4'09"36  |
| 800 m                | Hannah Stockbauer                                                       | 8'24"66     | Diana Munz | 8'28"84  | Kaitlin Sandeno                                             | 8'31"45  |
| 1500 m               | Hannah Stockbauer                                                       | 16'01"02 RC | Flavia Rigamonti | 16'05"99 | Diana Munz                                                  | 16'07"05 |
| Dorso                |                                                                         |             | |          |                                                             |          |
| 50 m                 | Haley Cope                                                              | 28"51       | Antje Buschschulte | 28"53    | Natalie Coughlin                                            | 28"54    |
| 100 m                | Natalie Coughlin                                                        | 1'00"37     | Diana Mocanu | 1'00"68  | Antje Buschschulte                                          | 1'01"42  |
| 200 m                | Diana Mocanu                                                            | 2'09"94     | Svetlana Komarova | 2'10"43  | Joanna Fargus                                               | 2'11"05  |
| Rana                 |                                                                         |             | |          |                                                             |          |
| 50 m                 | Luo Xuejuan                                                             | 30"84 RC    | Kristy Kowal | 31"37    | Zoe Baker                                                   | 31"40    |
| 100 m                | Luo Xuejuan                                                             | 1'07"18     | Leisel Jones | 1'07"96  | Ágnes Kovács                                                | 1'08"50  |
| 200 m                | Ágnes Kovács                                                            | 2'24"90 RC  | Qi Hui | 2'25"09  | Luo Xuejuan                                                 | 2'25"29  |
| Farfalla             |                                                                         |             | |          |                                                             |          |
| 50 m                 | Inge de Bruijn                                                          | 25"90 RC    | Therese Alshammar | 26"18    | Anna-Karin Kammerling                                       | 26"45    |
| 100 m                | Petria Thomas                                                           | 58"27 RC    | Otylia Jędrzejczak | 58"72    | Junko Ōnishi                                                | 58"88    |
| 200 m                | Petria Thomas                                                           | 2'06"73 RC  | Annika Mehlhorn | 2'06"97  | Kaitlin Sandeno                                             | 2'08"52  |
| Misti                |                                                                         |             | |          |                                                             |          |
| 200 m                | Martha Bowen                                                            | 2'11"93     | Jana Kločkova | 2'12"30  | Qi Hui                                                      | 2'12"46  |
| 400 m                | Jana Kločkova                                                           | 4'36"98     | Martha Bowen | 4'39"06  | Beatrice Căslaru                                            | 4'39"33  |
| Staffette            |                                                                         |             | |          |                                                             |          |
| 4×100 m stile libero | Germania Petra Dallmann Antje Buschschulte Katrin Meißner Sandra Völker | 3'39"58     | Stati Uniti Colleen Lanne Erin Phenix Maritza Correia Courtney Shealy Gran Bretagna Alison Sheppard Melanie Marshall Rosalind Brett Karen Pickering | 3'40"80  | Non assegnata.                                              |          |
| 4×200 m stile libero | Gran Bretagna Nicola Jackson Janine Belton Karen Legg Karen Pickering   | 7'58"69     | Germania Silvia Szalai Sarah Harstick Hannah Stockbauer Meike Freitag                                                                               | 8'01"35  | Giappone Maki Mita Tomoko Hagiwara Tomoko Nagai Eri Yamanoi | 8'02"97  |
| 4×100 m misti        | Australia Dyana Calub Leisel Jones Petria Thomas Sarah Ryan             | 4'01"50 RC  | Stati Uniti Natalie Coughlin Megan Quann Mary Descenza Erin Phenix                                                                                  | 4'01"81  | Cina Zhan Shu Luo Xuejuan Ruan Yi Xu Yanwei                 | 4'02"53  |

## Tuffi

### Uomini
| Evento              | Oro                     | Perform. | Argento                                | Perform. | Bronzo                                    | Perform. |
| Tuffi individuali   |                         |          |                                        |          |                                           |          |
| Trampolino 1m       | Wang Feng               | 444.03   | Wang Tianling                          | 433.14   | Aleksandr Dobroskok                       | 414.21   |
| Trampolino 3m       | Dmitrij Sautin          | 752.82   | Wang Tianling                          | 717.27   | Ken Terauchi                              | 712.38   |
| Piattaforma 10m     | Tian Liang              | 688.77   | Alexandre Despatie                     | 670.95   | Mathew Helm                               | 670.23   |
| Tuffi sincronizzati |                         |          |                                        |          |                                           |          |
| Trampolino 3m       | Cina Peng Bo Wang Kenan | 342.63   | Messico Joel Rodríguez Fernando Platas | 338.49   | Russia Dmitrij Sautin Aleksandr Dobroskok | 335.19   |
| Piattaforma 10m     | Cina Hu Jia Tian Liang  | 361.41   | Messico Eduardo Rueda Fernando Platas  | 336.63   | Ucraina Roman Volodkov Anton Zacharov     | 336.06   |

### Donne
| Evento              | Oro                         | Perform. | Argento                                        | Perform. | Bronzo                                  | Perform. |
| Tuffi individuali   |                             |          |                                                |          |                                         |          |
| Trampolino 1m       | Blythe Hartley              | 300.81   | Wu Minxia                                      | 297.57   | Zhang Jing                              | 294.15   |
| Trampolino 3m       | Guo Jingjing                | 596.67   | Irina Laško                                    | 552.39   | Julija Pachalina                        | 543.54   |
| Piattaforma 10m     | Xu Mian                     | 532.65   | Duan Qing                                      | 522.54   | Loudy Turky                             | 511.50   |
| Tuffi sincronizzati |                             |          |                                                |          |                                         |          |
| Trampolino 3m       | Cina Wu Minxia Guo Jingjing | 347.31   | Russia Julija Pachalina Vera Il'ina            | 320.61   | Germania Ditte Kotzian Conny Schmalfuss | 303.03   |
| Piattaforma 10m     | Cina Duan Qing Sang Xue     | 329.94   | Russia Evegnija Olševskaja Svetlana Timošinina | 306.90   | Giappone Takiri Miyazaki Emi Otsuki     | 297.00   |

## Nuoto Sincronizzato
| Evento  | Oro                                 | Perform. | Argento                                        | Perform. | Bronzo                                   | Perform. |
| Solo    | Ol'ga Brusnikina                    | 99.434   | Virginie Dedieu                                | 98.287   | Miya Tachibana                           | 97.870   |
| Duo     | Giappone Miho Takeda Miya Tachibana | 98.910   | Russia Anastasija Davydova Anastasija Ermakova | 98.390   | Canada Claire Crver-Dias Fanny Laturneau | 96.704   |
| Squadra | Russia                              | 98.917   | Giappone                                       | 98.390   | Canada                                   | 96.704   |

## Pallanuoto
| Evento                  | Oro    | Argento    | Bronzo |
| T. Maschile (Dettagli)  | Spagna | Jugoslavia | Russia |
| T. Femminile (Dettagli) | Italia | Ungheria   | Canada |